# Hanburia
Hanburia — рід рослин із триби Sicyoeae родини гарбузових (Cucurbitaceae). Його рідний ареал — від Мексики до Венесуели та Перу. Зустрічається в таких країнах, як Колумбія, Коста-Рика, Еквадор, Гватемала, Гондурас, Мексика, Панама, Перу та Венесуела.

## Опис
Це переважно багаторічні в'юнкі та кущові трав'янисті рослини. Листки чергові (на різних рівнях уздовж стебла) і прості, з лопатевими черешковими краями, з простими або дво- або потрійними (розділені на 3) вусиками. Квітки актиноморфні (правильні або радіально-симетричні) і одностатеві, згруповані в пазушні китиці для чоловічих, поодинокі та пазушні для жіночих. Вони складаються з дзвоноподібної чашечки з 5 листочками та віночка з 5 пелюсток, з'єднаних біля основи. Чоловічі квітки мають 3 тичинки з зв’язаними нитками або з'єднані в центральний стовпчик. Плоди (насінні коробочки) яйцюватої форми, схожі на колючі ягоди.

## Таксономія
Назва роду Hanburia дана на честь Деніела Ханбері (1825–1875), британського ботаніка та фармаколога. Вперше він був описаний і опублікований у Бонпландії (Ганновер), том 6 на сторінці 293 у 1858 році.

## Відомі види
За Kew:
- Hanburia caracasana (Ernst) H.Schaef. & S.S.Renner
- Hanburia grisebachii (Cogn.) H.Schaef. & S.S.Renner
- Hanburia mexicana Seem.
- Hanburia oerstedii (Cogn.) H.Schaef. & S.S.Renner
- Hanburia parviflora Donn.Sm.
- Hanburia spectabilis (Mart.Crov.) H.Schaef. & S.S.Renner
- Hanburia subcyclanthera (C.Jeffrey) H.Schaef. & S.S.Renner